# パリ交響楽団
パリ交響楽団（仏: Orchestre symphonique de Paris）は、1928年から1938年までフランスのパリに存在した管弦楽団。パリ音楽院管弦楽団や現存するパリ管弦楽団、フランス国立管弦楽団とは継続性も無い、全く別の団体である。

## 沿革
1928年、パリに集っていた音楽を愛する個人投資家や金融家らによって創設された。
パリ音楽院に学んだ若手音楽家を中心としたメンバーによって構成され、1929年のシーズンからはピエール・モントゥーが常任指揮者として就任するが、1930年代の世界恐慌によってスポンサーを失い、実質的な経営危機に陥った。
モントゥーは私財をもって楽団の育成と維持に努め、ベルギー・ドイツなどの近隣諸国へも演奏旅行を行ったが、モントゥー自身が1935年にサンフランシスコ交響楽団の音楽監督として渡米後、指導者を失った同楽団は失意のままその時代的な社会背景と資金難に苛まされつつ、1938年に解散した。

## 登壇した指揮者
- ルイ・フレスティエ
- アルフレッド・コルトー
- エルネスト・アンセルメ
- ピエール・モントゥー
- イーゴリ・ストラヴィンスキー

## 録音
下記のSP録音が残されており、幾つかのレーベルでCDやオンラインサービスとして商品化されている。
| 収録 | 曲目                                                                     | 指揮                         | 共演                   | 備考                            |
| ---- | ------------------------------------------------------------------------ | ---------------------------- | ---------------------- | ------------------------------- |
| 1928 | カルメン（ビゼー）                                                       | エリー・コーエン             | ヴィスコンティ／ティル |                                 |
| 1928 | ペトルーシュカ（ストラヴィンスキー）                                     | イーゴリ・ストラヴィンスキー |                        |                                 |
| 1929 | 火の鳥（ストラヴィンスキー）                                             | イーゴリ・ストラヴィンスキー |                        |                                 |
| 1929 | 春の祭典（ストラヴィンスキー）                                           | イーゴリ・ストラヴィンスキー |                        |                                 |
| 1930 | 幻想交響曲／ベンヴェヌート・チェッリーニ／トロイアの人々（ベルリオーズ） | ピエール・モントゥー         |                        |                                 |
| 1932 | ヴァイオリン協奏曲第2番 (バッハ)                                         | ジョルジェ・エネスク         | ユーディ・メニューイン | EMI ReferenceシリーズとしてCD化 |
| 1933 | 2つのヴァイオリンのための協奏曲 (バッハ)                                 | ピエール・モントゥー         | ユーディ・メニューイン | EMI ReferenceシリーズとしてCD化 |
| 1936 | ヴァイオリン協奏曲第1番 (バッハ)                                         | ピエール・モントゥー         | ユーディ・メニューイン | EMI ReferenceシリーズとしてCD化 |